# Bäckingestjärnen
Bäckingestjärnen är en sjö i Sollefteå kommun i Ångermanland och ingår i Ångermanälvens huvudavrinningsområde. Sjön har en area på 0,0239 kvadratkilometer och ligger 132,2 meter över havet.

## Delavrinningsområde
Bäckingestjärnen ingår i det delavrinningsområde (700069-156137) som SMHI kallar för Ovan Svartbäcken. Medelhöjden är 168 meter över havet och ytan är 3,2 kvadratkilometer. Räknas de 2 avrinningsområdena uppströms in blir den ackumulerade arean 33,11 kvadratkilometer. Bäckingesbäcken som avvattnar avrinningsområdet har biflödesordning 3, vilket innebär att vattnet flödar genom totalt 3 vattendrag innan det når havet efter 64 kilometer. Avrinningsområdet består mestadels av skog (97 procent).